# Équipe d'Ouganda féminine de basket-ball
Cet article traite de l'équipe féminine. Pour l'équipe masculine, voir Équipe d'Ouganda masculine de basket-ball.
Maillots
L'équipe d'Ouganda féminine de basket-ball est l'équipe nationale qui représente l'Ouganda dans les compétitions internationales féminines de basket-ball. Elle est placée sous l'égide de la Fédération d'Ouganda de basket-ball (FUBA). L'équipe est affiliée à la FIBA depuis 1963. Son surnom est "Gazelles".
La meilleure performance de la sélection au Championnat d'Afrique est une septième place en 2023. L'équipe ne s'est jamais qualifiée pour les Jeux olympiques ou la Coupe du monde féminine de basket-ball.

## Résultats

### Palmarès
| Compétitions mondiales                             | Compétitions continentales |
| -------------------------------------------------- | -------------------------- |
| - Jeux olympiques - Néant - Coupe du monde - Néant | - AfroBasket - Néant       |

### Parcours en compétitions internationales

#### Jeux olympiques
| Année | Position      |      | Année         | Position |               | Année | Position |
| 1976  | Non qualifiée | 1996 | Non qualifiée | 2016     | Non qualifiée |       |          |
| 1980  | Non qualifiée | 2000 | Non qualifiée | 2020     | Non qualifiée |       |          |
| 1984  | Non qualifiée | 2004 | Non qualifiée | 2024     | Non qualifiée |       |          |
| 1988  | Non qualifiée | 2008 | Non qualifiée | 2028     | -             |       |          |
| 1992  | Non qualifiée | 2012 | Non qualifiée | 2032     | -             |       |          |

#### Coupe du monde
| Année | Position           |      | Année         | Position |               | Année | Position |
| 1953  | Équipe inexistante | 1979 | Non qualifiée | 2006     | Non qualifiée |       |          |
| 1957  | Équipe inexistante | 1983 | Non qualifiée | 2010     | Non qualifiée |       |          |
| 1959  | Équipe inexistante | 1986 | Non qualifiée | 2014     | Non qualifiée |       |          |
| 1964  | Non qualifiée      | 1990 | Non qualifiée | 2018     | Non qualifiée |       |          |
| 1967  | Non qualifiée      | 1994 | Non qualifiée | 2022     | Non qualifiée |       |          |
| 1971  | Non qualifiée      | 1998 | Non qualifiée | 2026     | -             |       |          |
| 1975  | Non qualifiée      | 2002 | Non qualifiée | 2030     | -             |       |          |

#### AfroBasket
| Année | Position      |      | Année         | Position |               | Année | Position |
| 1966  | Non qualifiée | 1990 | Non qualifiée | 2013     | Non qualifiée |       |          |
| 1968  | Non qualifiée | 1993 | Non qualifiée | 2015     | 10e           |       |          |
| 1970  | Non qualifiée | 1994 | Non qualifiée | 2017     | Non qualifiée |       |          |
| 1974  | Non qualifiée | 1997 | 9e            | 2019     | Non qualifiée |       |          |
| 1977  | Non qualifiée | 2000 | Non qualifiée | 2021     | Non qualifiée |       |          |
| 1979  | Non qualifiée | 2003 | Non qualifiée | 2023     | 7e            |       |          |
| 1981  | Non qualifiée | 2005 | Non qualifiée | 2025     | 8e            |       |          |
| 1983  | Non qualifiée | 2007 | Non qualifiée | 2027     | -             |       |          |
| 1984  | Non qualifiée | 2009 | Non qualifiée | 2029     | -             |       |          |
| 1986  | Non qualifiée | 2011 | Non qualifiée | 2031     | -             |       |          |